# ضريح النبي يوشع بن نون (الأردن)
مقام وضريح النَّبي يُوشع بن نون، ويقع قرب مدينة السلط في الأردن، وهو عبارة عن مسجد حديث فيه قبرٌ يُنسب للنبي يوشع بن نون فتى النبي موسى.

## وصف المسجد والضريح
يقع الضريح على بعد 25 كم إلى الغرب من مدينة عمان على أطراف مدينة السلط في الأردن، في موقع يُطلّ على الأغوار وجبال الضفة الغربية ومدينة القدس. ويعود تاريخ بناء الضريح إلى عهد الدولة العثمانية، والضريح من الداخل طوله أكثر من 6 أمتار مغطى بقماش أخضر. وقد تمّ تجديده وتوسيعه في عهد الملك عبد الله الثاني بن الحسين حيث أصبح المبنى الجديد يضم مصلى للرجال وآخر للنساء وغرفة المقام وقاعة متعددة الأغراض ومكتبة وكافتيريا وسكن للإمام وآخر للمؤذن وأروقة وأعمال خارجية بالإضافة إلى الدورات الصحية والمتوضأت للرجال والنساء، وبمساحة إجمالية مسقوفة 1400 م2 وبلغت الكلفة الإجمالية لهذا المسجد مبلغ وقدره 580 ألف دينار.

## أضرحة أخرى
يذكر الخطيب البغدادي أن النبي يوشع مدفون في بغداد في الجانب الغربي بمنطقة يقال لها الشونيزية مستندًا إلى وصية عبد الله بن أحمد بن حنبل بأن يدفن إلى جوار نبي. وقد زاره الرحالة الدنماركي نيبهر وقال عنه: «بقرب بهلول دانه (يقصد بهلول بن دانة الكوفي) يرى اليوم بناء صغير فيه قبر يسمى النبى يوشع الذي يكثر اليهود من زيارته».

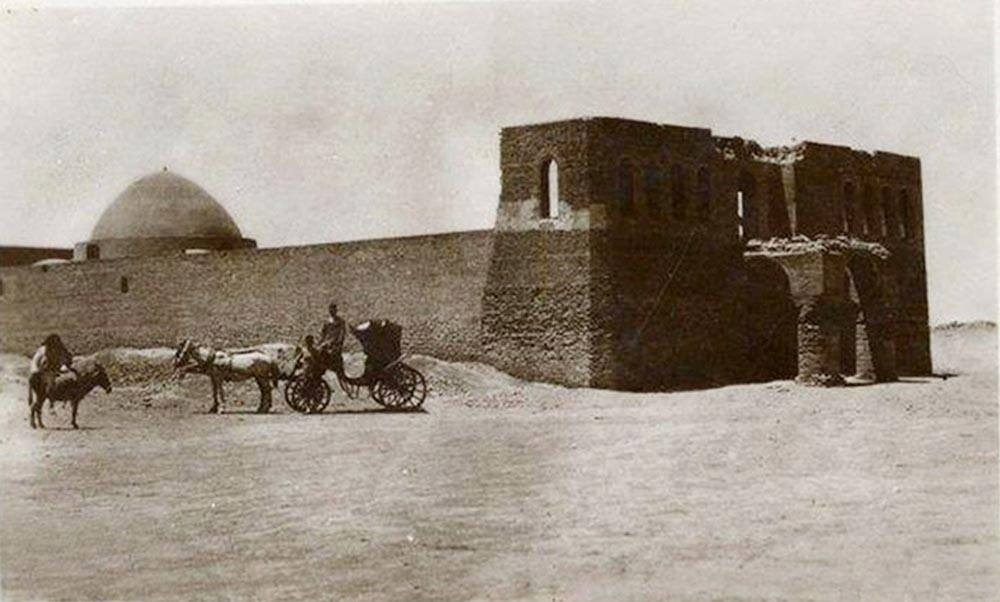
مرقد النبي يوشع في بغداد

## معرض الصور

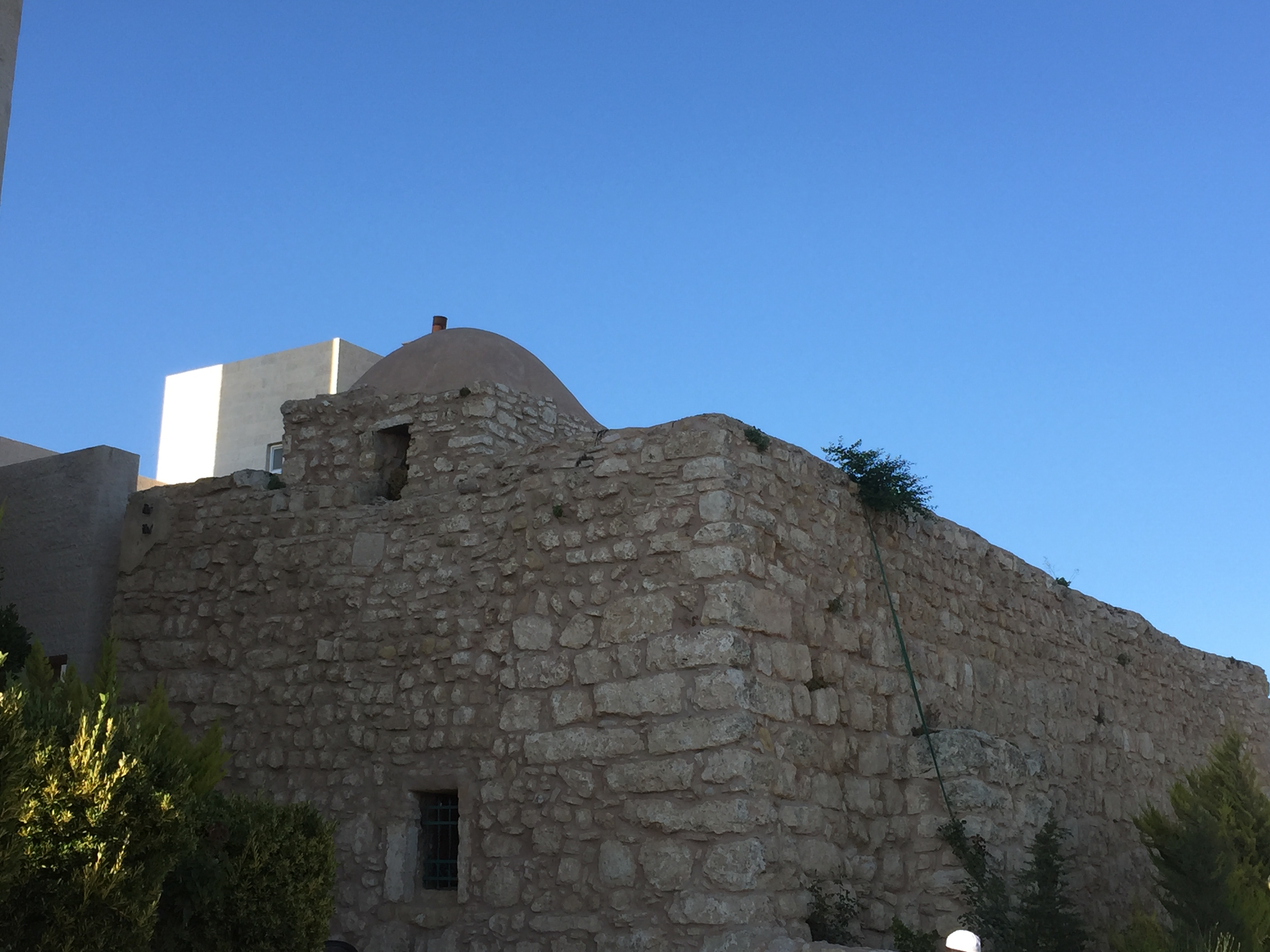
البناء القديم المبني فوق الضريح
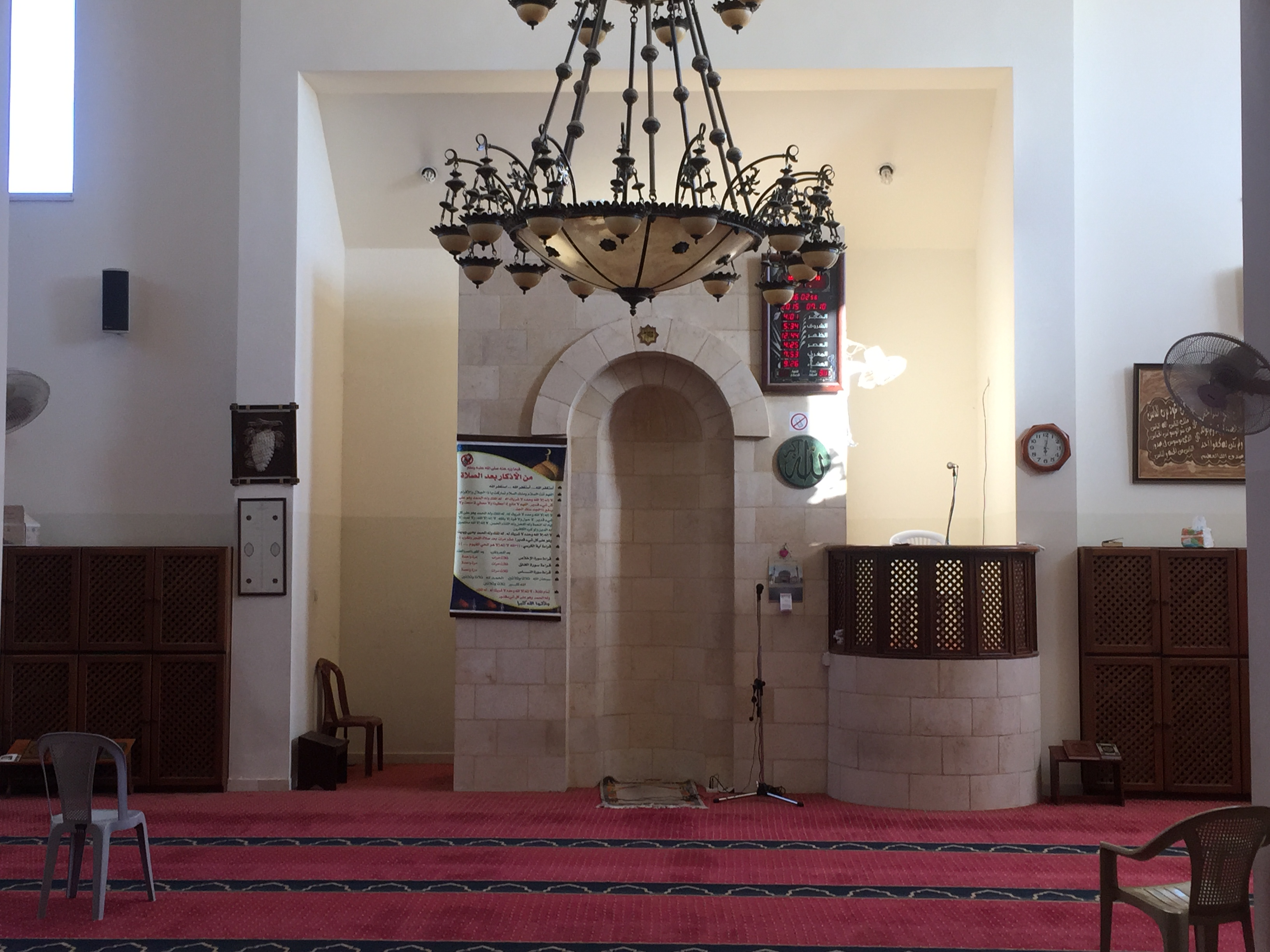
البناء الحديث المبني بجانب الضريح (من الداخل)
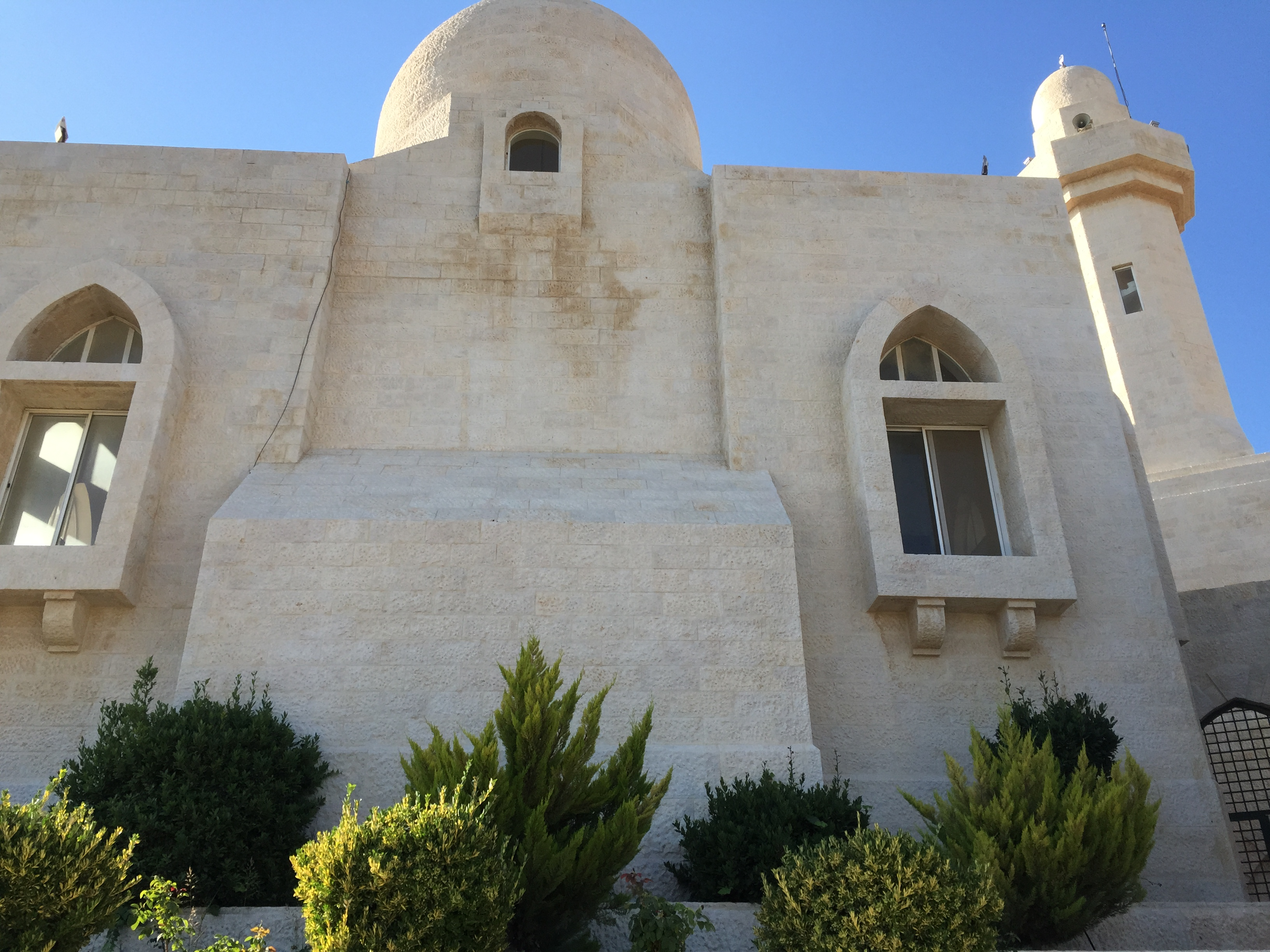
البناء الحديث المبني بجانب الضريح (من الخارج)
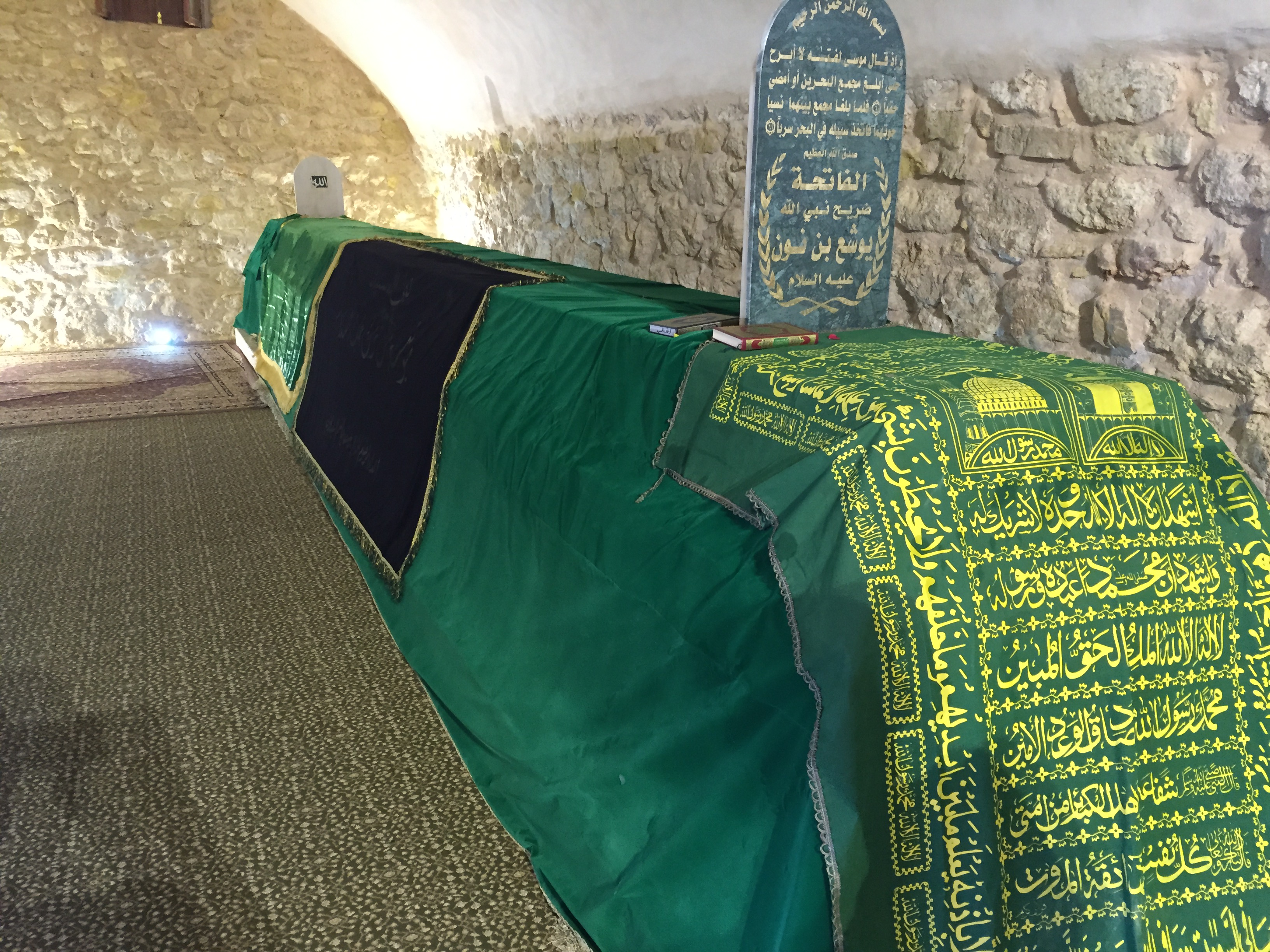
الضريح من الداخل
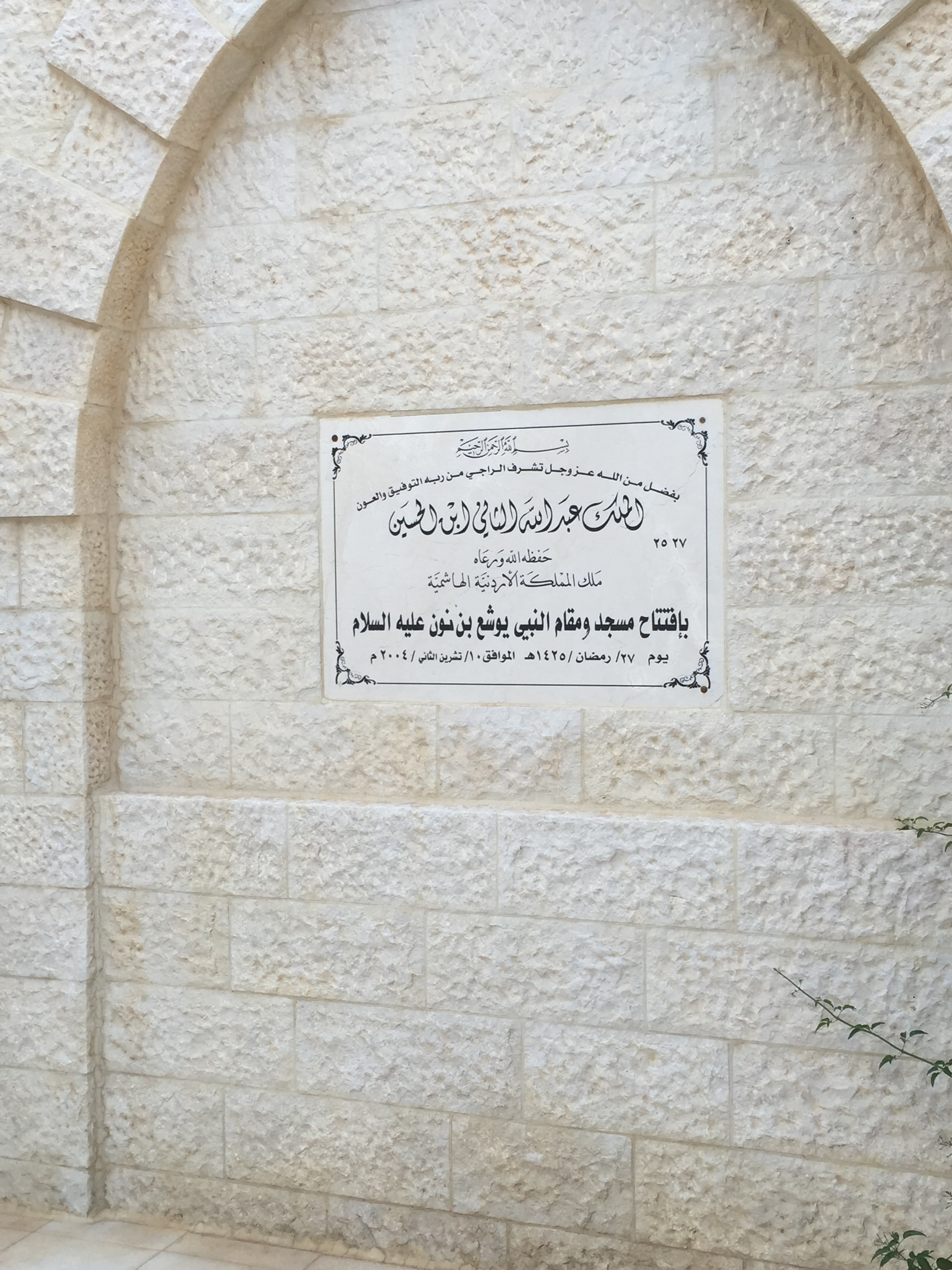
لافتة افتتاح البناء الحديث
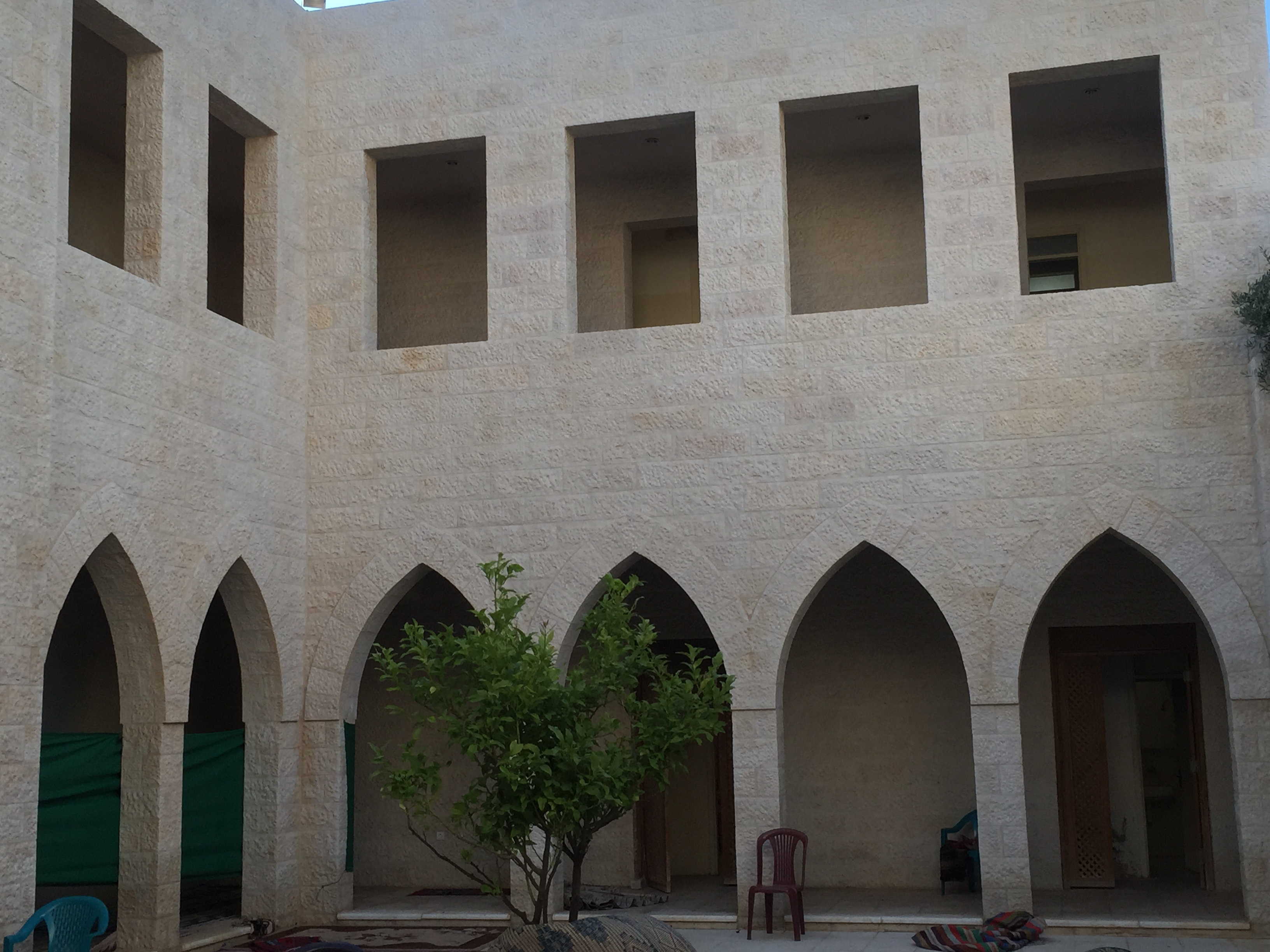
الساحة الداخلية للبناء الحديث